# ماري إديث كامبل
ماري إديث كامبل (بالإنجليزية: Mary Edith Campbell)‏ هي ناشطة حق المرأة بالتصويت ‏ وسفرجات أمريكية، ولدت في 1876، وتوفيت في 1962.